# 伊良湖岬

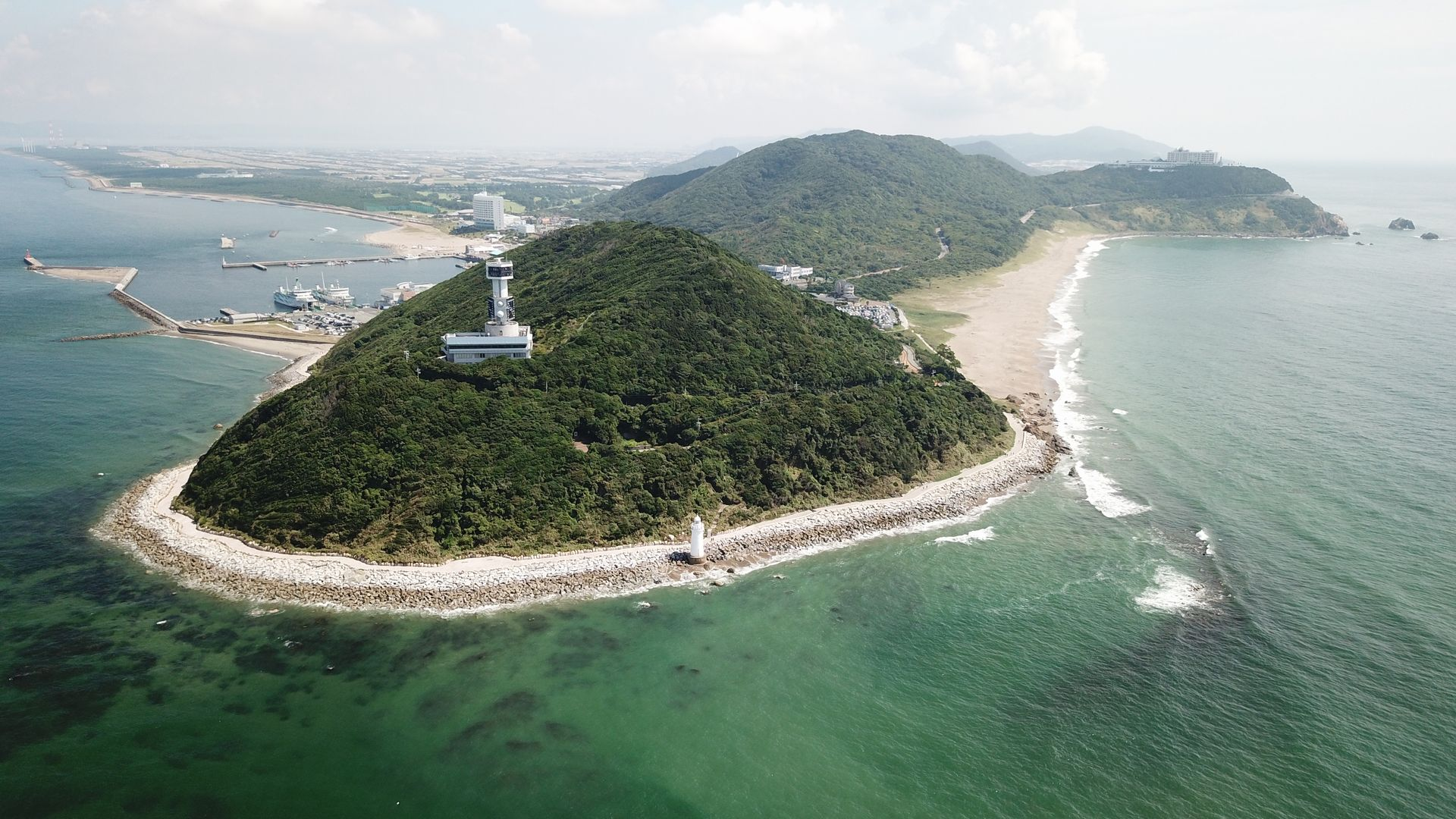
渥美半島の先端（伊良湖岬）

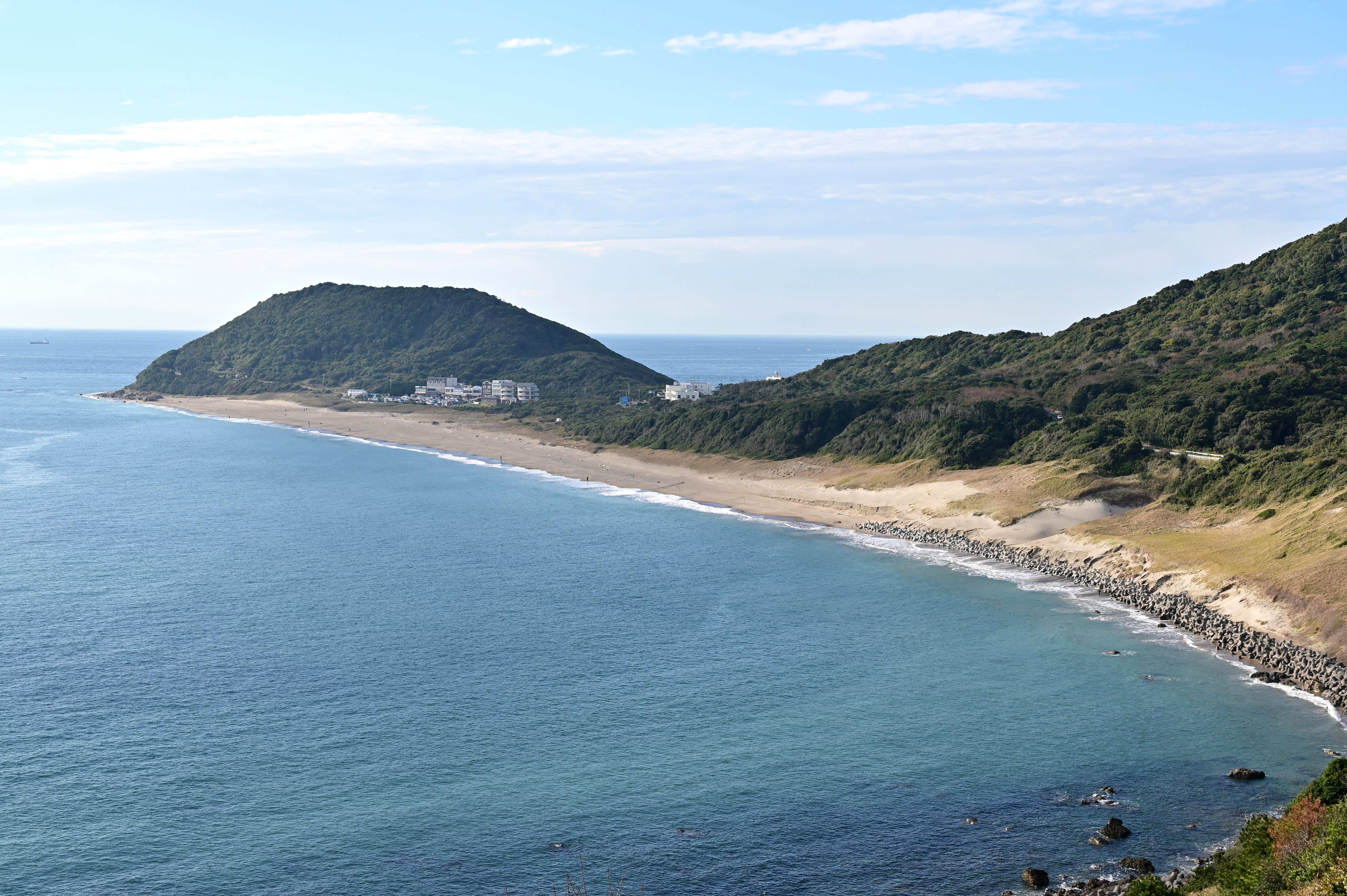
伊良湖岬と恋路ヶ浜

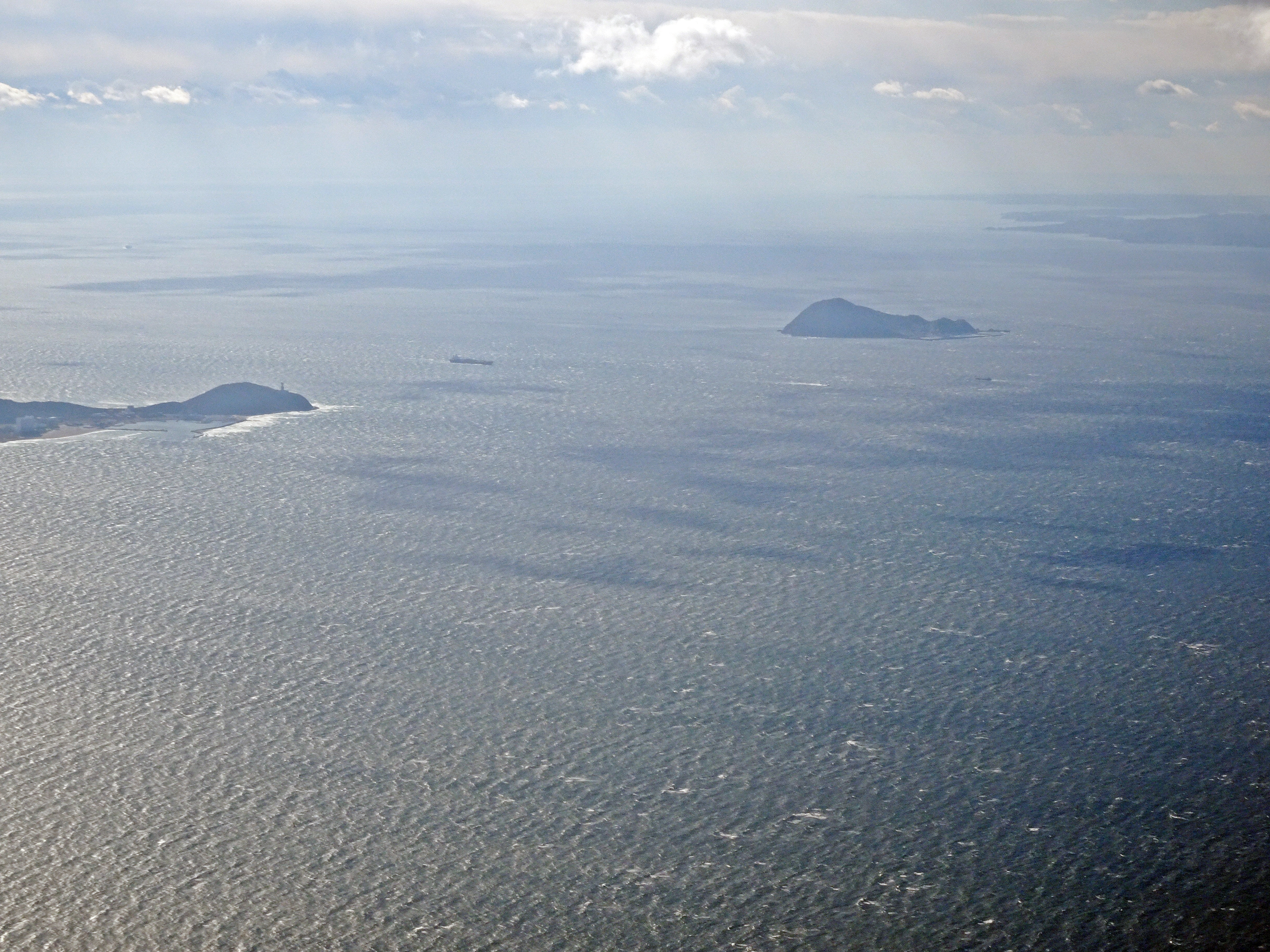
伊良湖岬と神島の水道

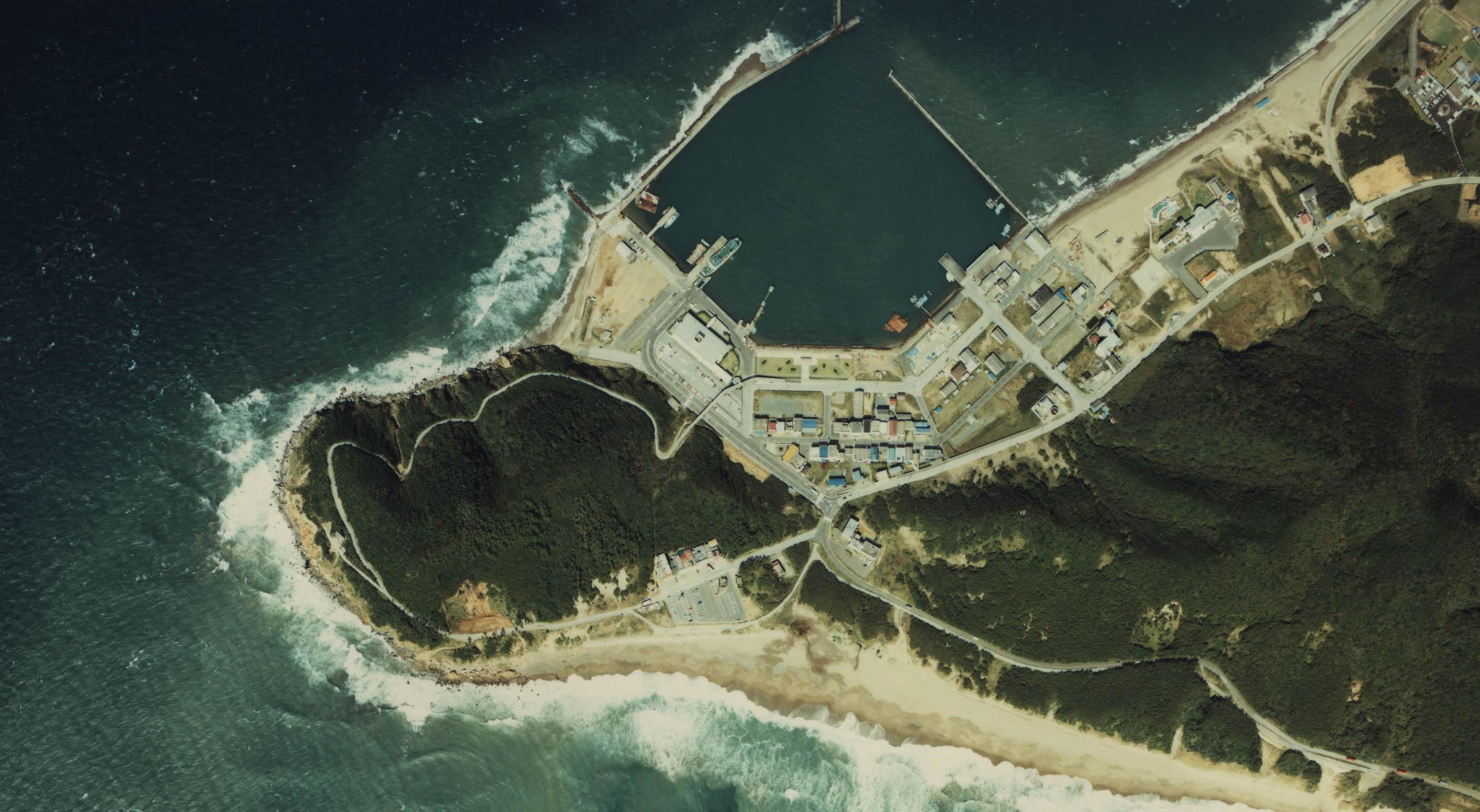
伊良湖岬の空中写真。1982年。写真の上が真北ではないことに注意。。

伊良湖岬 （いらごみさき）は、愛知県田原市伊良湖町にあり、太平洋（遠州灘）と伊勢湾、三河湾を望む渥美半島先端の岬である。海上交通の要衝であるとともに、観光地として知られている。

## 地理
周辺海域をどこで区切るかにもよるが、北西の伊勢湾、北東の三河湾、南側の太平洋の境界となる岬である。沖合は重要な航路で、西の沖合に浮かぶ神島（三重県）との間には、名古屋港などと往来する船舶が通る伊良湖水道航路がある。知多半島との間にある三河湾三島のうち、最も南寄りの篠島との間の海峡は中山水道と呼ばれる。
沖合を通る船舶の安全を確保するため、1929年（昭和4年）に伊良湖岬灯台が建てられ、1998年（平成10年）に「日本の灯台50選」に選ばれた。岬の北側に伊良湖フェリーターミナルがあり、知多半島の河和港、三重県鳥羽市の鳥羽港等に航路がある（後述）。
太平洋側にある恋路ヶ浜は、「日本の渚百選」「日本の道100選」「日本の音風景100選」「日本の白砂青松100選」に選ばれている。柳田國男が1898年（明治31年）にここに遊び、拾った椰子の実の話を一緒に来られなかった島崎藤村にしたところ、それから藤村が想像を逞しくして創作したのが「椰子の実」（『落梅集』所収）とされ、やしの実博物館や椰子の実詩碑もある（日出園地）。この逸話に基づき、地元の有志が町おこしの一環として椰子の実流しを発案。現在、地元の観光をPRする「渥美半島観光ビューロー」が、フィリピンで買い付けた100個前後の椰子の実を石垣島の沖から毎年流しており、実際に100以上の椰子の実が漂着している。

## 自然

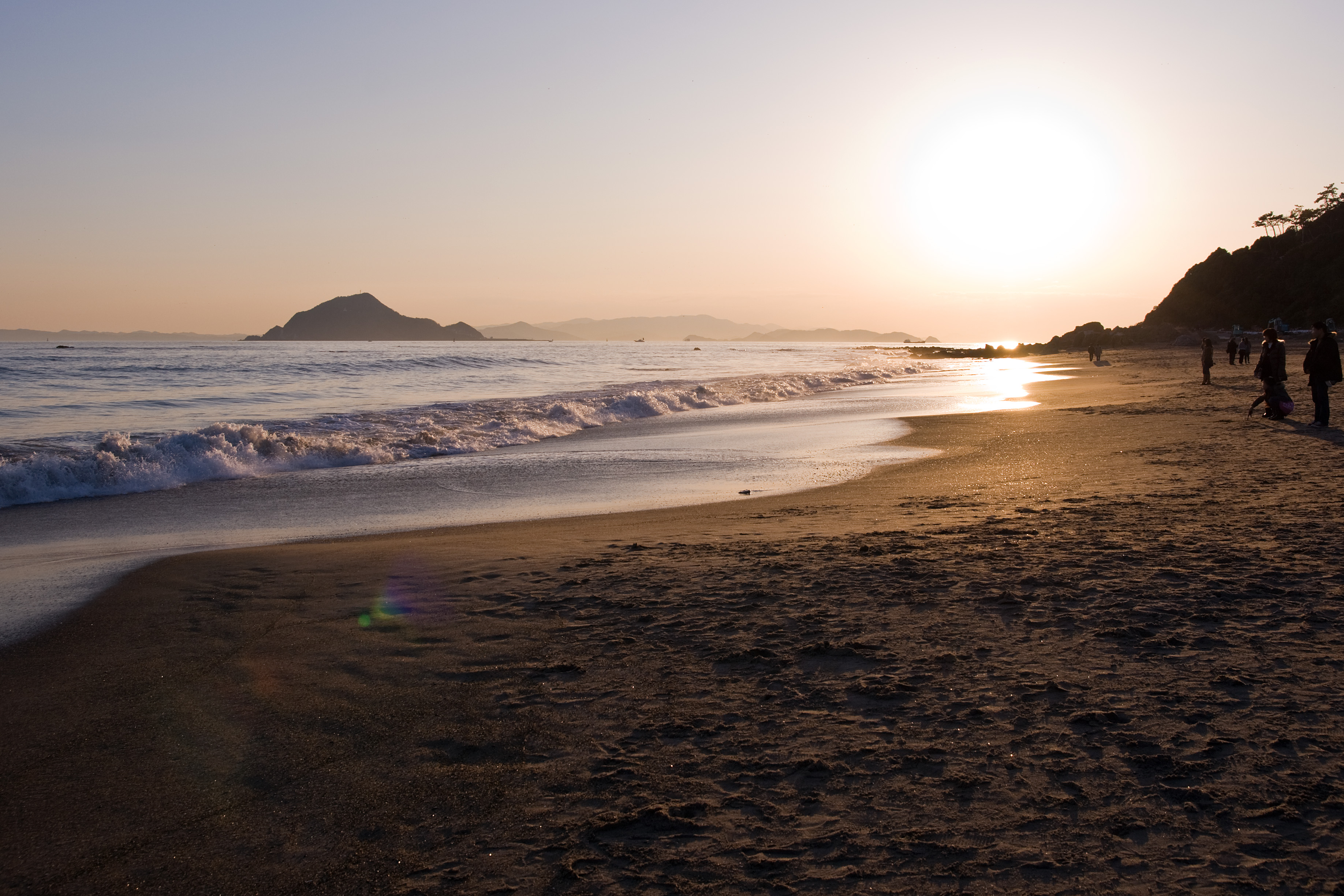
恋路が浜

付近には恋路ヶ浜などの砂浜が見られ、また日出の石門のような海蝕によってできた地形も見られる。岬の周辺にはウミウなど海鳥が多く棲息し、ウミガメの産卵場も形成されている。1906年頃まではニホンアシカが繁殖していて、「アシカ島」などの地名も残る。
また、近辺は日本の商業捕鯨の発祥の地でもあり、かつてはコククジラをはじめ、ザトウクジラ、セミクジラ、ナガスクジラ、シロナガスクジラ、マッコウクジラ、シャチなど数多くの種類が陸からもよく見られたとされる。現在でも、オキゴンドウなど小型のイルカ類なら見られる事がある。スナメリや野鳥などを観察する観光船が伊良湖港から就航している。2010年と2012年には同一のコククジラを発見した事例もある。ウバザメ（波切では国内最大の捕獲数がある）やオサガメなどの貴重な生物も多かったとされる。
サシバなど渡り鳥の通り道になっており、時季になるとバードウォッチングが行なわれる。
周辺の気候は温暖多湿であり、岬の内陸にある標高139.8メートルの宮山（みややま）は神域として原生林が保たれてきたため、宮山原始林として天然記念物、史跡、名勝に指定されている。

## 交通

### 道路・バス
伊良湖岬近くへの主要なアクセス道路としては、渥美半島の南岸側を走る国道42号（伊勢街道・表浜街道）と、北岸側を走る国道259号（田原街道）がある。この2路線は、伊良湖港を発着する伊勢湾フェリーを海上区間として、対岸の紀伊半島側にも延びている。伊良湖港手前の沿道には道の駅伊良湖クリスタルポルトがある。
渥美半島の鉄道は、東西に長い半島なかほどの豊橋鉄道渥美線三河田原駅まで。同駅や豊橋駅（愛知県豊橋市）と伊良湖港とは、豊鉄バスの路線バスが結んでいる。

### 海上航路
伊勢湾フェリー
- 伊良湖港 - 鳥羽港

名鉄海上観光船高速船
- 伊良湖港 - 篠島 - 日間賀島 - 河和港[12]

神島観光船
- 伊良湖港 - 神島 (三重県)[13]

## 周辺施設
- 伊良湖オーシャンリゾート
- 伊良湖シーパーク&スパ
- 休暇村伊良湖

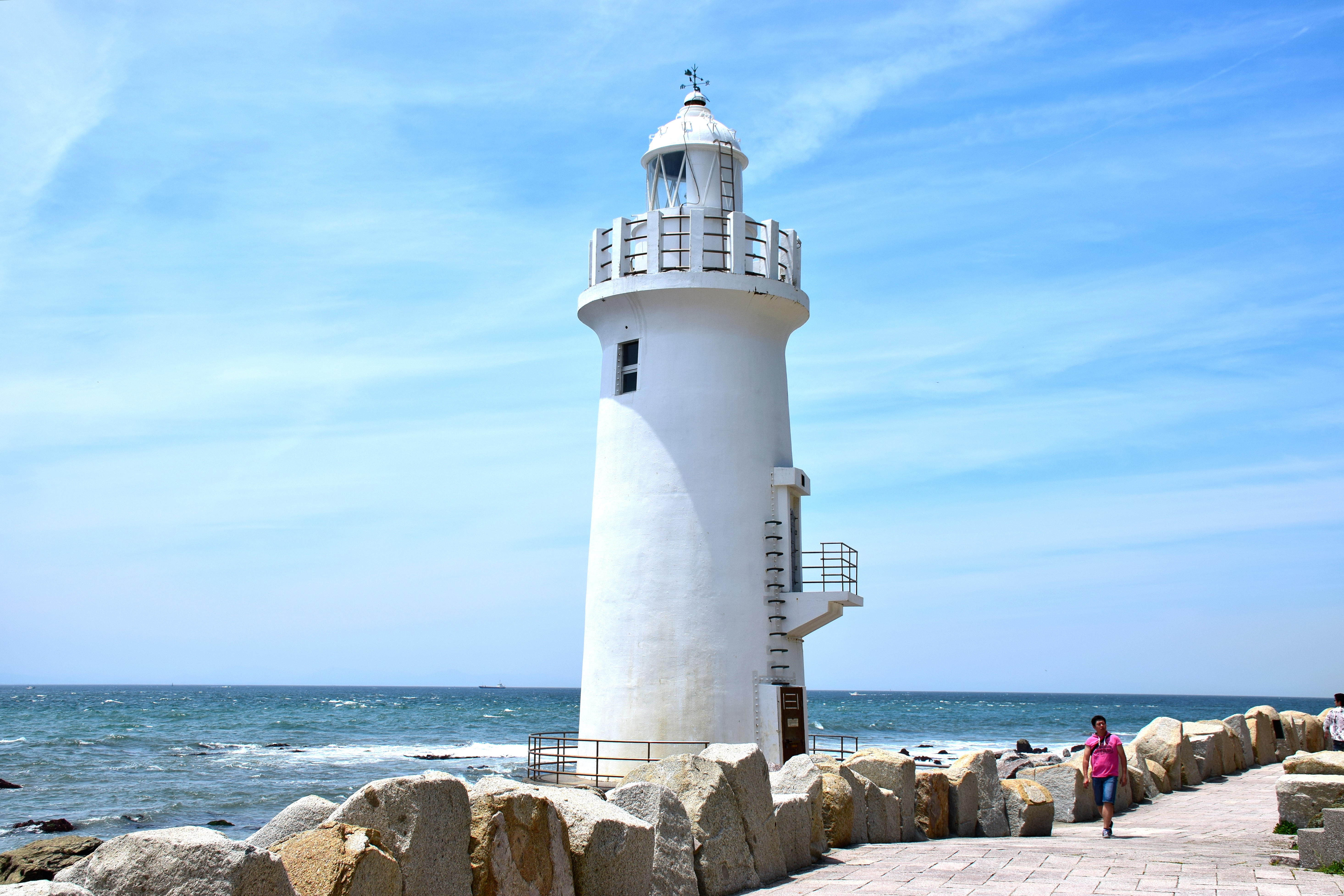
伊良湖岬灯台
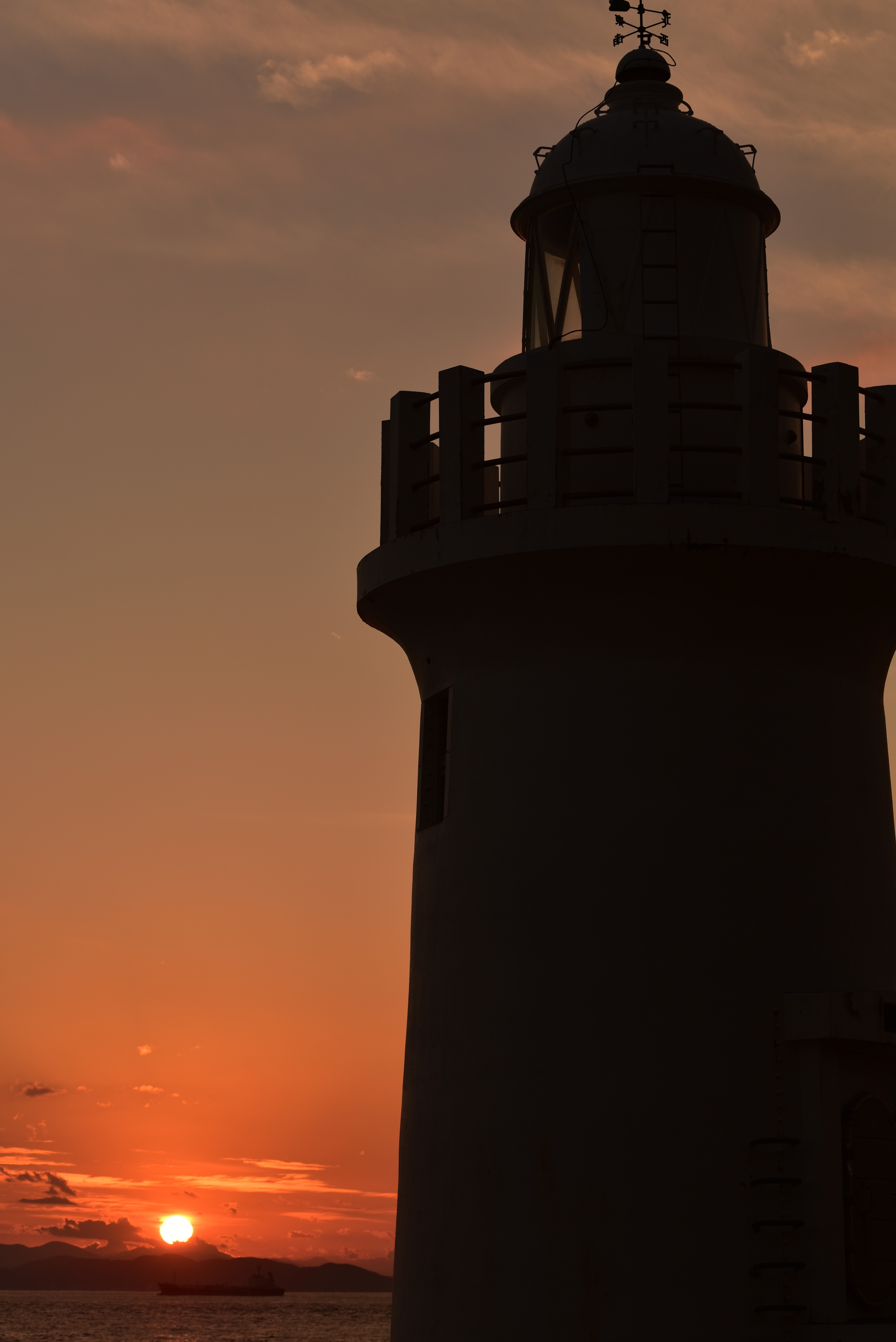
伊良湖岬灯台と夕焼け
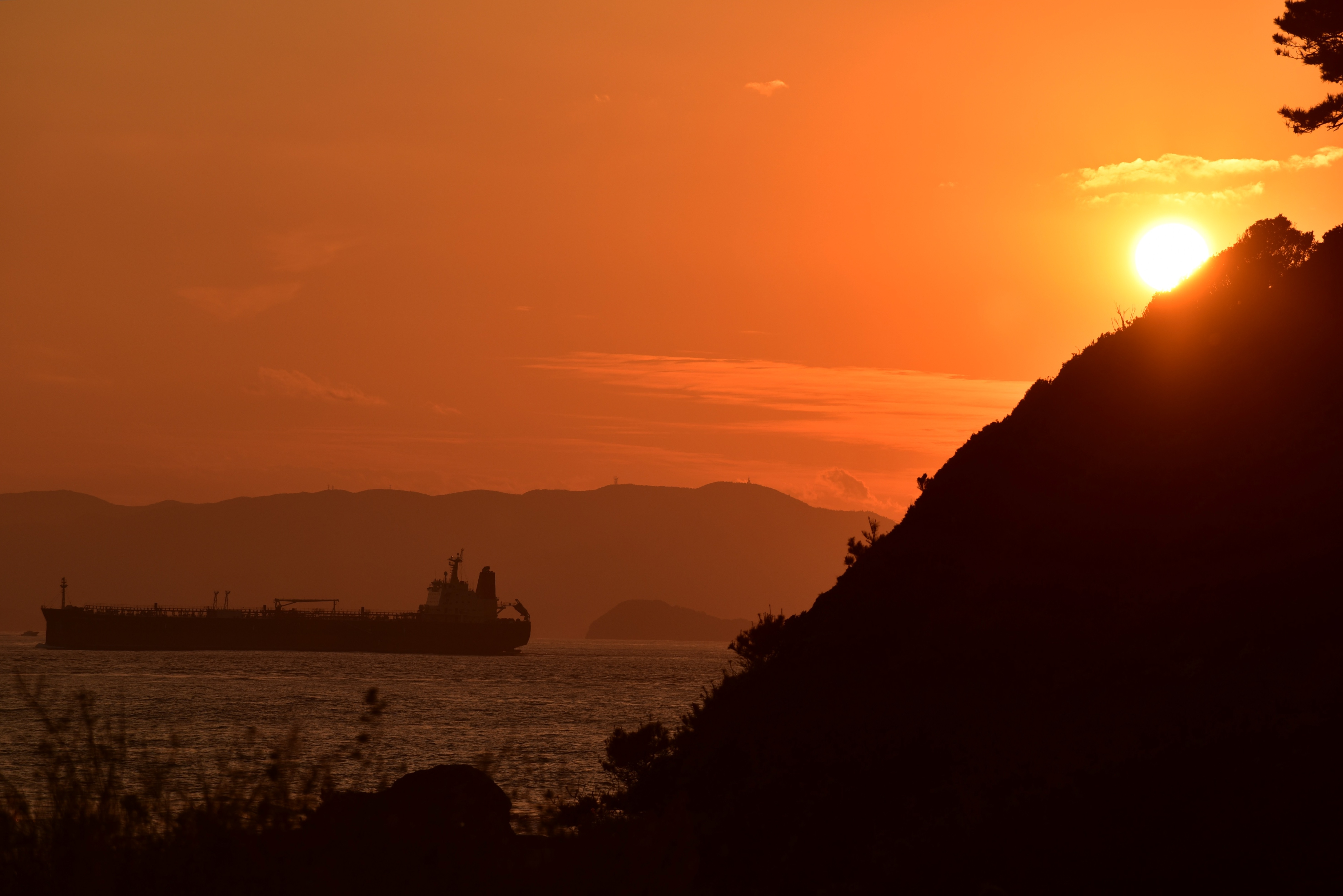
伊良湖岬の夕景
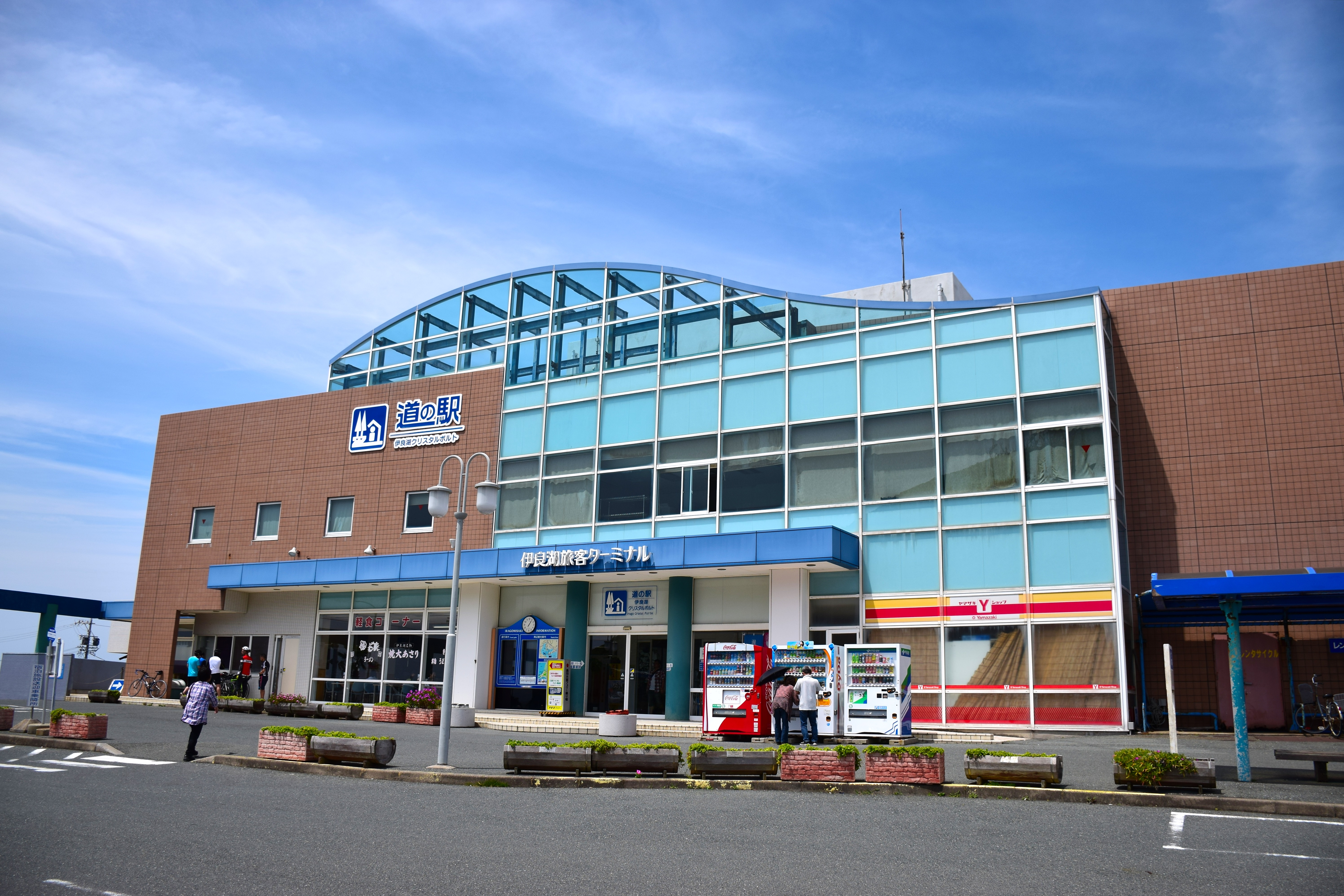
道の駅伊良湖クリスタルポルト
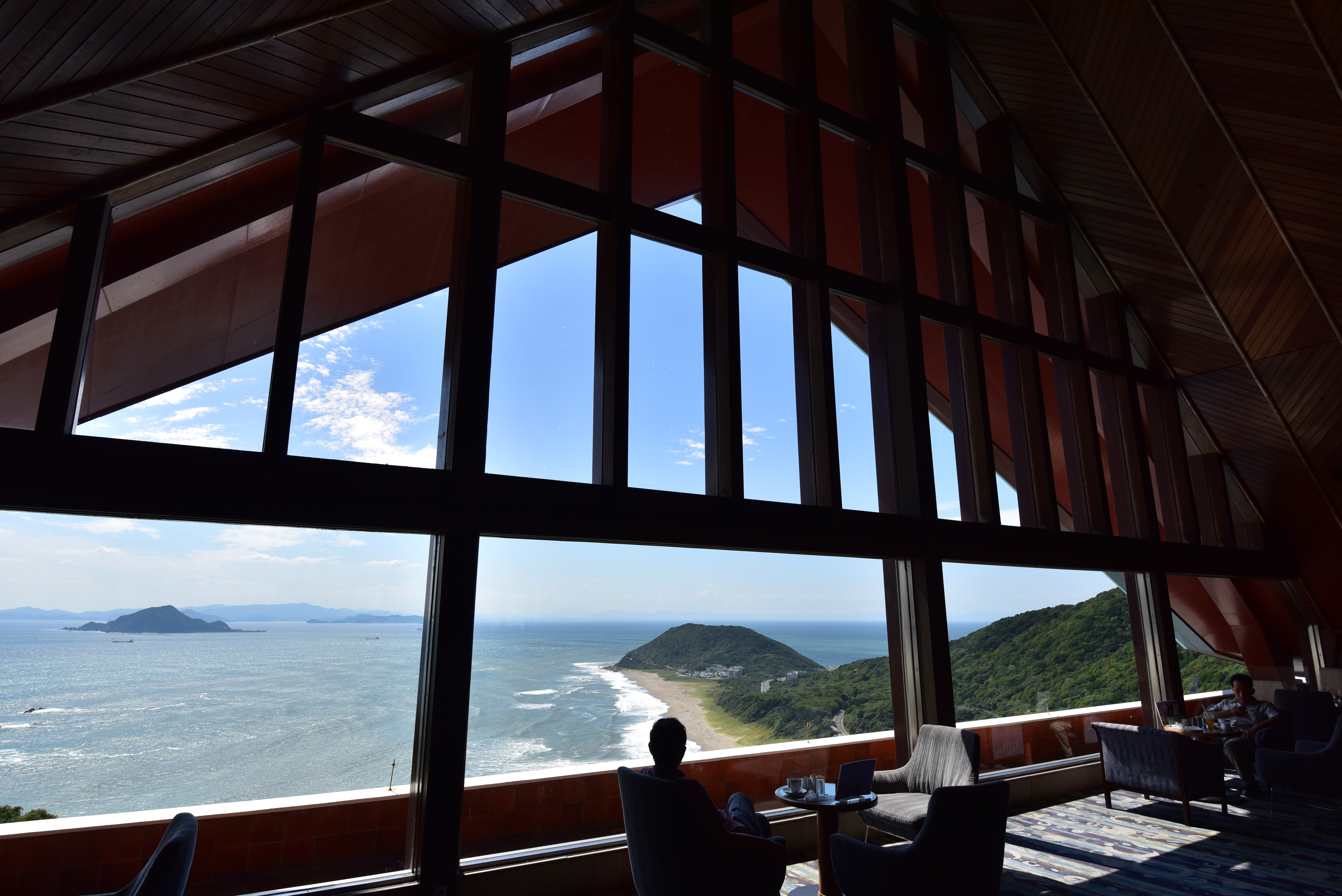
伊良湖オーシャンリゾート内喫茶店より伊良湖岬を望む
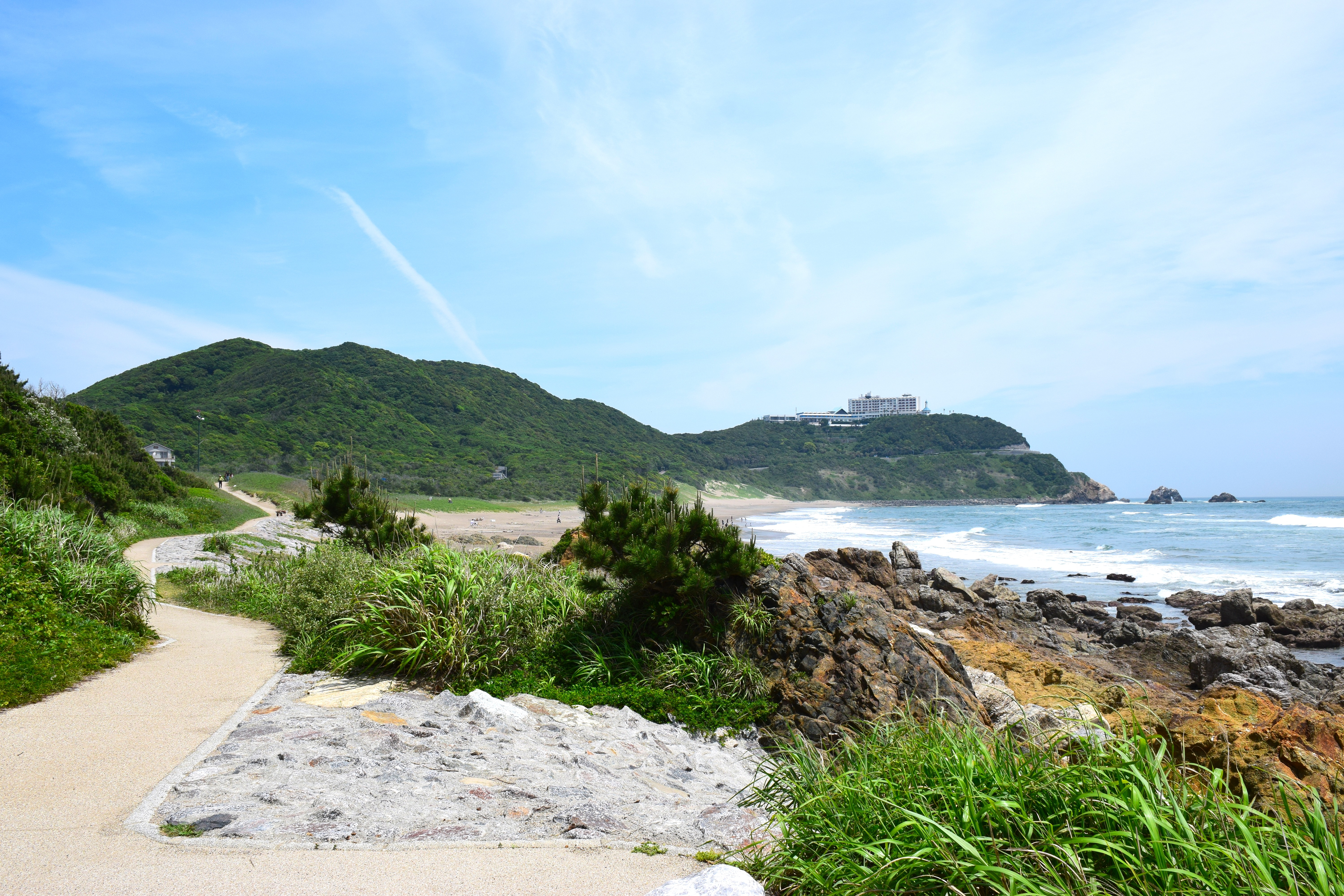
伊良湖岬自然散策路
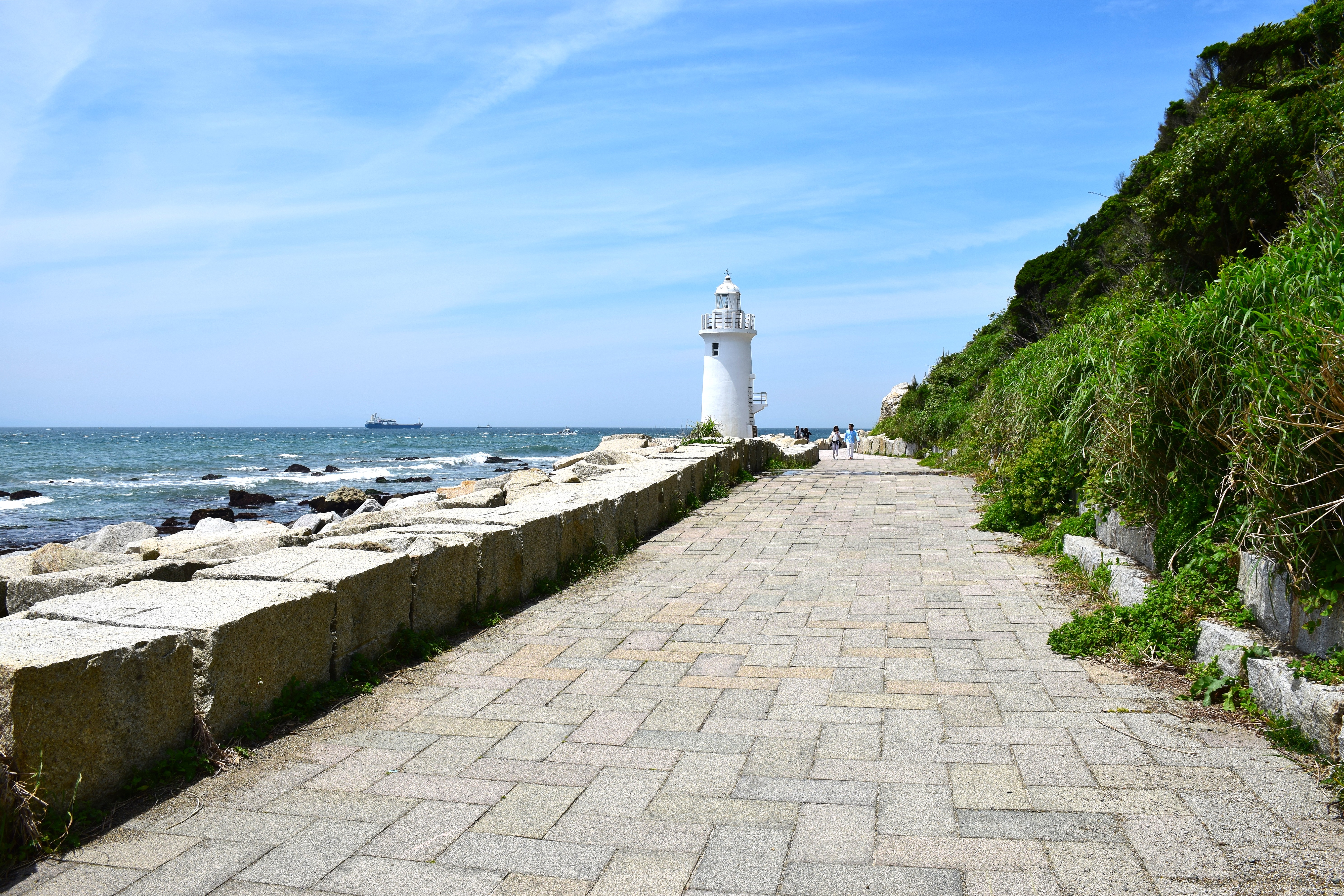
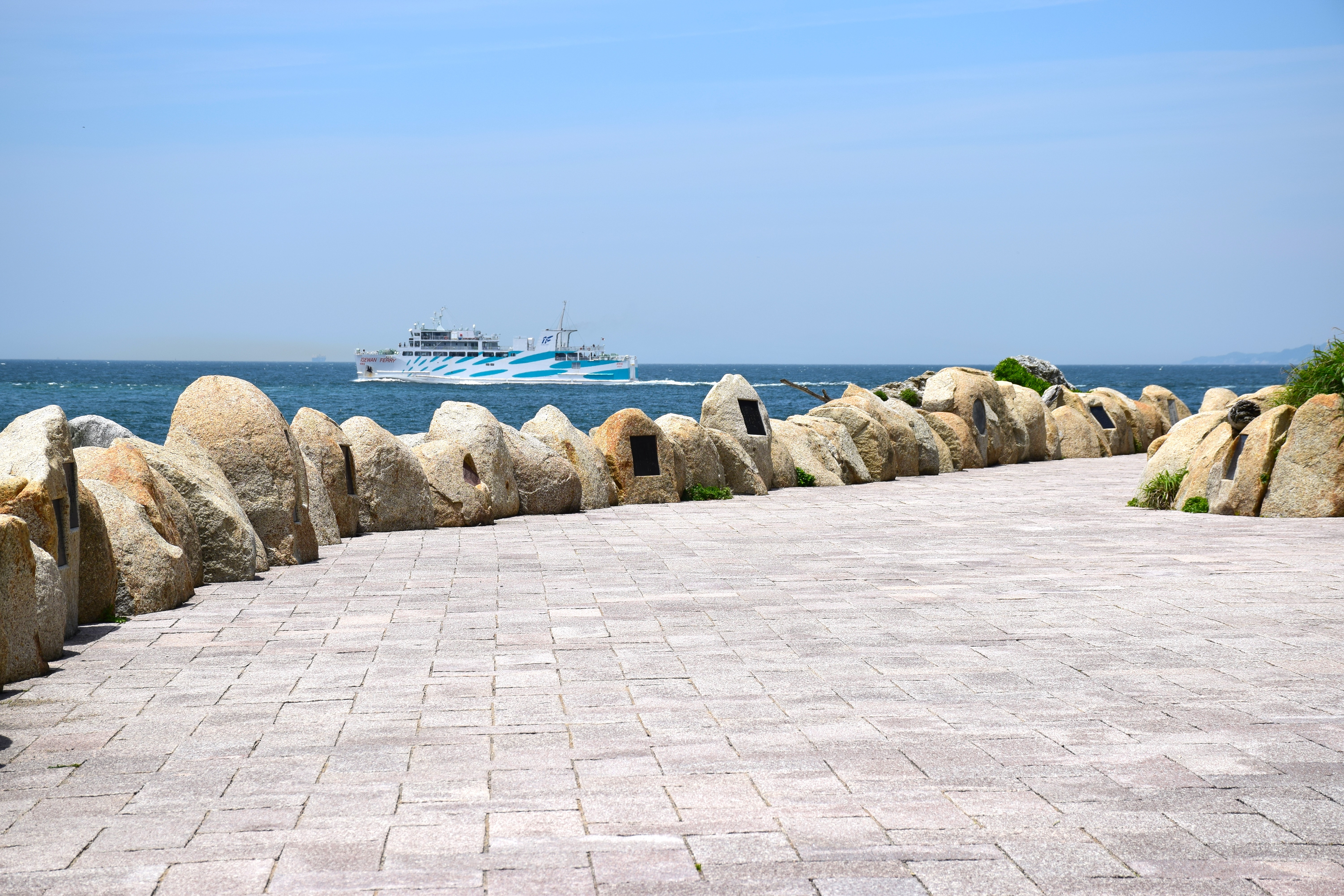